# Naomichi Ueda
Naomichi Ueda (植田 直通, Ueda Naomichi), né le 24 octobre 1994 à Uto, est un footballeur international japonais jouant au poste de défenseur central chez les Kashima Antlers.

## Biographie

### En club
Avec le club des Kashima Antlers, Ueda participe à la Coupe du monde des clubs de la FIFA en 2016. Il atteint la finale de cette compétition, en étant battu (4-2) par le Real Madrid.
Le 17 juillet 2018, Ueda signe un contrat de quatre ans au Cercle Bruges, club belge promu en Jupiler Pro League.
Le 18 janvier 2021, Ueda est prêté au Nîmes Olympique jusqu'à la fin de la saison avec option d'achat. Il rejoint un club en difficulté et jouant le maintien, classé 18e de Ligue 1 à son arrivée.
Le 29 mai 2021, le Nîmes Olympique lève l'option d'achat de Ueda. Il signe un contrat avec le club gardois jusqu'en 2023.

### En équipe nationale

#### Équipes jeunes
Avec les moins de 17 ans, il prend part à la Coupe du monde des moins de 17 ans 2011 qui se déroule au Mexique. Lors du mondial junior, il joue cinq matchs. Le Japon est éliminé en quart de finale par le Brésil. Naomichi Ueda inscrit un but lors d'une victoire 3-1 sur l'Argentine.
Il participe ensuite aux Jeux asiatiques de 2014, puis au championnat d'Asie des moins de 23 ans en 2016. Le Japon remporte le championnat des moins de 23 ans en battant la Corée du Sud en finale.
Il dispute après son sacre le Tournoi de Toulon, et les Jeux olympiques d'été organisés au Brésil. Lors du tournoi olympique, il joue trois matchs : contre le Nigeria, la Colombie, et la Suède.

#### Équipe A
En décembre 2014, à la suite du forfait d'Atsuto Uchida, Ueda est retenu par le sélectionneur national Javier Aguirre afin de participer à la Coupe d'Asie des nations qui se déroule pour la première fois en Australie. Il reste sur le banc des remplaçants tout au long de la compétition.
Ueda demeure sur le banc à quatorze reprises avant d'honorer sa première sélection le 12 décembre 2017, plus de deux ans après sa première convocation, en étant titularisé contre la Chine en Coupe d'Asie de l'Est. 
En 2018, Ueda est appelé par Akira Nishino afin de représenter le Japon à la Coupe du monde 2018, mais il n'y joue aucun match.
Le 13 octobre 2020, entré en jeu en toute fin d'un match amical contre la Côte d'Ivoire, Ueda inscrit de la tête son premier but en sélection qui scelle une victoire 1-0,.

## Statistiques

### Statistiques détaillées
| Saison                | Club                   | Championnat           | Championnat | Championnat | Coupe nationale | Coupe nationale | Coupe de la Ligue | Coupe de la Ligue | Supercoupe | Supercoupe | Compétition(s) continentale(s) | Compétition(s) continentale(s) | Compétition(s) continentale(s) | Autres compétitions | Autres compétitions | Autres compétitions | Japon | Japon | Total | Total |
| Saison                | Club                   | Division              | M.          | B.          | M.              | B.              | M.                | B.                | M.         | B.         | Comp.                          | M.                             | B.                             | Comp.               | M.                  | B.                  | M.    | B.    | M.    | B.    |
| 2013                  | Kashima Antlers        | J1 League             | -           | -           | 1               | 0               | 2                 | 0                 | -          | -          | -                              | -                              | -                              | -                   | -                   | -                   | -     | -     | 3     | 0     |
| 2014                  | Kashima Antlers        | J1 League             | 20          | 0           | 1               | 0               | 3                 | 0                 | -          | -          | -                              | -                              | -                              | -                   | -                   | -                   | -     | -     | 24    | 0     |
| 2015                  | Kashima Antlers        | J1 League             | 12          | 1           | 2               | 0               | -                 | -                 | -          | -          | C1                             | 2                              | 0                              | -                   | -                   | -                   | -     | -     | 16    | 1     |
| 2016                  | Kashima Antlers        | J1 League             | 21          | 0           | 4               | 0               | 2                 | 0                 | -          | -          | -                              | -                              | -                              | PF+CMC              | 1+3                 | 0                   | -     | -     | 31    | 0     |
| 2017                  | Kashima Antlers        | J1 League             | 29          | 3           | 2               | 0               | -                 | -                 | 1          | 0          | C1                             | 7                              | 1                              | -                   | -                   | -                   | 2     | 0     | 41    | 4     |
| 2018                  | Kashima Antlers        | J1 League             | 14          | 0           | -               | -               | -                 | -                 | -          | -          | C1                             | 6                              | 1                              | -                   | -                   | -                   | 2     | 0     | 22    | 1     |
| Sous-total            | Sous-total             | Sous-total            | 97          | 4           | 10              | 0               | 7                 | 0                 | 1          | 0          | -                              | 15                             | 2                              | -                   | 3                   | 0                   | 4     | 0     | 137   | 6     |
| 2018-2019             | Cercle Bruges KSV      | Jupiler Pro League    | 21          | 0           | 1               | 0               | -                 | -                 | -          | -          | -                              | -                              | -                              | PO                  | 5                   | 1                   | 3     | 0     | 30    | 1     |
| 2019-2020             | Cercle Bruges KSV      | Jupiler Pro League    | 19          | 0           | 1               | 0               | -                 | -                 | -          | -          | -                              | -                              | -                              | -                   | -                   | -                   | 4     | 0     | 24    | 0     |
| 2020-2021             | Cercle Bruges KSV      | Jupiler Pro League    | 8           | 0           | -               | -               | -                 | -                 | -          | -          | -                              | -                              | -                              | -                   | -                   | -                   | 2     | 1     | 10    | 1     |
| Sous-total            | Sous-total             | Sous-total            | 48          | 0           | 2               | 0               | 0                 | 0                 | 0          | 0          | -                              | 0                              | 0                              | -                   | 5                   | 1                   | 9     | 1     | 64    | 2     |
| 2020-2021             | Nîmes Olympique (prêt) | Ligue 1               | 0           | 0           | -               | -               | -                 | -                 | -          | -          | -                              | -                              | -                              | -                   | -                   | -                   | 0     | 0     | 0     | 0     |
| Total sur la carrière | Total sur la carrière  | Total sur la carrière | 145         | 4           | 12              | 0               | 7                 | 0                 | 1          | 0          | -                              | 15                             | 2                              | -                   | 9                   | 1                   | 13    | 1     | 202   | 8     |

### Liste des matches internationaux
| Matches internationaux de Naomichi Ueda | Matches internationaux de Naomichi Ueda | Matches internationaux de Naomichi Ueda  | Matches internationaux de Naomichi Ueda | Matches internationaux de Naomichi Ueda | Matches internationaux de Naomichi Ueda | Matches internationaux de Naomichi Ueda                         |
|                                         | Date                                    | Lieu                                     | Adversaire                              | Résultat                                | Compétition                             | Notes                                                           |
| --------------------------------------- | --------------------------------------- | ---------------------------------------- | --------------------------------------- | --------------------------------------- | --------------------------------------- | --------------------------------------------------------------- |
| 1.                                      | 12 décembre 2017                        | Stade Ajinomoto, Tokyo, Japon            | Chine                                   | 2 - 1                                   | Coupe d'Asie de l'Est 2017              | Titulaire.                                                      |
| 2.                                      | 16 décembre 2017                        | Stade Ajinomoto, Tokyo, Japon            | Corée du Sud                            | 1 - 4                                   | Coupe d'Asie de l'Est 2017              | Titulaire.                                                      |
| 3.                                      | 27 mars 2018                            | Stade de Sclessin, Liège, Belgique       | Ukraine                                 | 1 - 2                                   | Match amical                            | Titulaire.                                                      |
| 4.                                      | 12 juin 2018                            | Tivoli Neu, Innsbruck, Autriche          | Paraguay                                | 4 - 2                                   | Match amical                            | Titulaire.                                                      |
| 5.                                      | 17 juin 2019                            | Estádio do Morumbi, São Paulo, Brésil    | Chili                                   | 0 - 4                                   | Copa América 2019                       | Titulaire.                                                      |
| 6.                                      | 20 juin 2019                            | Arena do Grêmio, Porto Alegre, Brésil    | Uruguay                                 | 2 - 2                                   | Copa América 2019                       | Titulaire.                                                      |
| 7.                                      | 24 juin 2019                            | Mineirão, Belo Horizonte, Brésil         | Équateur                                | 1 - 1                                   | Copa América 2019                       | Titulaire.                                                      |
| 8.                                      | 5 septembre 2019                        | Stade de Kashima, Kashima, Japon         | Paraguay                                | 2 - 0                                   | Match amical                            | Entré en jeu à la place de Hiroki Sakai à la 46e minute de jeu. |
| 9.                                      | 15 octobre 2019                         | Stade Pamir, Douchanbé, Tadjikistan      | Tadjikistan                             | 0 - 3                                   | Éliminatoires Coupe du monde 2022       | Titulaire.                                                      |
| 10.                                     | 14 novembre 2019                        | Spartak Stadium, Bichkek, Kirghizistan   | Kirghizistan                            | 0 - 2                                   | Éliminatoires Coupe du monde 2022       | Titulaire.                                                      |
| 11.                                     | 19 novembre 2019                        | Stade de football de Suita, Suita, Japon | Venezuela                               | 1 - 4                                   | Match amical                            | Titulaire et remplacé par Genta Miura à la 46e minute de jeu.   |
| 12.                                     | 13 octobre 2020                         | Stade de Galgenwaard, Utrecht, Pays-Bas  | Côte d'Ivoire                           | 1 - 0                                   | Match amical                            | Entré en jeu à la place de Sei Muroya à la 89e minute de jeu.   |
| 13.                                     | 13 novembre 2020                        | Stadion Graz-Liebenau, Graz, Autriche    | Panama                                  | 1 - 0                                   | Match amical                            | Titulaire.                                                      |

## Palmarès
- Vainqueur du championnat d'Asie des moins de 23 ans en 2016 avec l'équipe du Japon
- Finaliste de la Coupe du monde des clubs de la FIFA en 2016 avec les Kashima Antlers